# Iglesia de San Pedro y San Pablo (Ibros)
La iglesia de San Pedro y San Pablo sito en la localidad de Ibros (provincia de Jaén (España)) es un templo católico que data del siglo XVI y fue construido en estilo renacentista.
Se localiza en la plaza del Ayuntamiento, y está catalogada como "Inmueble de Interés" (pero no es B.I.C.).
Destaca la sobria fachada, la torre, la bóveda con los cuatro evangelistas, el retablo barroco y su ambientación interna.
- Imagen de la iglesia
- Imagen de la iglesia (enlace roto disponible en Internet Archive; véase el historial, la primera versión y la última).